# Single numer jeden w roku 2020 (Belgia)
Notowania Ultratop 50 Singles dla Flandrii i Walonii, publikowane przez Ultratop w oparciu o cotygodniową sprzedaż singli w tych terytoriach. Poniżej znajdują się tabele prezentujące najpopularniejsze single w danych tygodniach w roku 2020.

## Flandria
| Ultratop 50 Singles – Flandria | Ultratop 50 Singles – Flandria                   | Ultratop 50 Singles – Flandria     | Ultratop 50 Singles – Flandria |
| Data                           | Wykonawca                                        | Utwór                              |                                |
| ------------------------------ | ------------------------------------------------ | ---------------------------------- | ------------------------------ |
| 4 stycznia                     | Tones and I                                      | „Dance Monkey”                     |                                |
| 11 stycznia                    | Tones and I                                      | „Dance Monkey”                     |                                |
| 18 stycznia                    | Tones and I                                      | „Dance Monkey”                     |                                |
| 25 stycznia                    | The Weeknd                                       | „Blinding Lights”                  |                                |
| 1 lutego                       | The Weeknd                                       | „Blinding Lights”                  |                                |
| 8 lutego                       | The Weeknd                                       | „Blinding Lights”                  |                                |
| 15 lutego                      | The Weeknd                                       | „Blinding Lights”                  |                                |
| 22 lutego                      | The Weeknd                                       | „Blinding Lights”                  |                                |
| 29 lutego                      | The Weeknd                                       | „Blinding Lights”                  |                                |
| 7 marca                        | The Weeknd                                       | „Blinding Lights”                  |                                |
| 14 marca                       | The Weeknd                                       | „Blinding Lights”                  |                                |
| 21 marca                       | The Weeknd                                       | „Blinding Lights”                  |                                |
| 28 marca                       | The Weeknd                                       | „Blinding Lights”                  |                                |
| 4 kwietnia                     | The Weeknd                                       | „Blinding Lights”                  |                                |
| 11 kwietnia                    | The Weeknd                                       | „Blinding Lights”                  |                                |
| 18 kwietnia                    | The Weeknd                                       | „Blinding Lights”                  |                                |
| 25 kwietnia                    | The Weeknd                                       | „Blinding Lights”                  |                                |
| 2 maja                         | Regi, gościnnie: Jake Reese i Olivia             | „Kom wat dichterbij”               |                                |
| 9 maja                         | Regi, gościnnie: Jake Reese i Olivia             | „Kom wat dichterbij”               |                                |
| 16 maja                        | The Weeknd                                       | „Blinding Lights”                  |                                |
| 23 maja                        | Regi Penxten, gościnnie: Jake Reese i Olivia     | „Kom wat dichterbij”               |                                |
| 30 maja                        | The Weeknd                                       | „Blinding Lights”                  |                                |
| 6 czerwca                      | The Weeknd                                       | „Blinding Lights”                  |                                |
| 13 czerwca                     | Regi Penxten, gościnnie: Jake Reese i Olivia     | „Kom wat dichterbij”               |                                |
| 20 czerwca                     | Regi Penxten, gościnnie: Jake Reese i Olivia     | „Kom wat dichterbij”               |                                |
| 27 czerwca                     | Regi Penxten, gościnnie: Jake Reese i Olivia     | „Kom wat dichterbij”               |                                |
| 4 lipca                        | Regi Penxten, gościnnie: Jake Reese i Olivia     | „Kom wat dichterbij”               |                                |
| 11 lipca                       | Regi Penxten, gościnnie: Jake Reese i Olivia     | „Kom wat dichterbij”               |                                |
| 18 lipca                       | Regi Penxten, gościnnie: Jake Reese i Olivia     | „Kom wat dichterbij”               |                                |
| 25 lipca                       | Jawsh 685 i Jason Derulo                         | „Savage Love (Laxed – Siren Beat)” |                                |
| 1 sierpnia                     | Jawsh 685 i Jason Derulo                         | „Savage Love (Laxed – Siren Beat)” |                                |
| 8 sierpnia                     | Jawsh 685 i Jason Derulo                         | „Savage Love (Laxed – Siren Beat)” |                                |
| 15 sierpnia                    | Jawsh 685 i Jason Derulo                         | „Savage Love (Laxed – Siren Beat)” |                                |
| 22 sierpnia                    | Master KG, gościnnie: Burna Boy i Nomcebo Zikode | „Jerusalema (Remix)”               |                                |
| 29 sierpnia                    | Master KG, gościnnie: Burna Boy i Nomcebo Zikode | „Jerusalema (Remix)”               |                                |
| 5 września                     | Master KG, gościnnie: Burna Boy i Nomcebo Zikode | „Jerusalema (Remix)”               |                                |
| 12 września                    | Master KG, gościnnie: Burna Boy i Nomcebo Zikode | „Jerusalema (Remix)”               |                                |
| 19 września                    | Master KG, gościnnie: Burna Boy i Nomcebo Zikode | „Jerusalema (Remix)”               |                                |
| 26 września                    | Master KG, gościnnie: Burna Boy i Nomcebo Zikode | „Jerusalema (Remix)”               |                                |
| 3 października                 | Master KG, gościnnie: Burna Boy i Nomcebo Zikode | „Jerusalema (Remix)”               |                                |
| 10 października                | Master KG, gościnnie: Burna Boy i Nomcebo Zikode | „Jerusalema (Remix)”               |                                |
| 17 października                | Master KG, gościnnie: Burna Boy i Nomcebo Zikode | „Jerusalema (Remix)”               |                                |
| 24 października                | Master KG, gościnnie: Burna Boy i Nomcebo Zikode | „Jerusalema (Remix)”               |                                |
| 31 października                | Joel Corry, gościnnie: MNEK                      | „Head & Heart”                     |                                |
| 7 listopada                    | Joel Corry, gościnnie: MNEK                      | „Head & Heart”                     |                                |
| 14 listopada                   | Dua Lipa i Angèle                                | „Fever”                            |                                |
| 21 listopada                   | Dua Lipa i Angèle                                | „Fever”                            |                                |
| 28 listopada                   | Joel Corry, gościnnie: MNEK                      | „Head & Heart”                     |                                |
| 5 grudnia                      | Dua Lipa i Angèle                                | „Fever”                            |                                |
| 12 grudnia                     | Dua Lipa i Angèle                                | „Fever”                            |                                |
| 19 grudnia                     | Dua Lipa i Angèle                                | „Fever”                            |                                |
| 26 grudnia                     | Dua Lipa i Angèle                                | „Fever”                            |                                |

## Walonia
| Ultratop 50 Singles – Walonia | Ultratop 50 Singles – Walonia                    | Ultratop 50 Singles – Walonia | Ultratop 50 Singles – Walonia |
| Data                          | Wykonawca                                        | Utwór                         |                               |
| ----------------------------- | ------------------------------------------------ | ----------------------------- | ----------------------------- |
| 4 stycznia                    | Tones and I                                      | „Dance Monkey”                |                               |
| 11 stycznia                   | Tones and I                                      | „Dance Monkey”                |                               |
| 18 stycznia                   | Tones and I                                      | „Dance Monkey”                |                               |
| 25 stycznia                   | Tones and I                                      | „Dance Monkey”                |                               |
| 1 lutego                      | The Weeknd                                       | „Blinding Lights”             |                               |
| 8 lutego                      | The Weeknd                                       | „Blinding Lights”             |                               |
| 15 lutego                     | The Weeknd                                       | „Blinding Lights”             |                               |
| 22 lutego                     | The Weeknd                                       | „Blinding Lights”             |                               |
| 29 lutego                     | The Weeknd                                       | „Blinding Lights”             |                               |
| 7 marca                       | The Weeknd                                       | „Blinding Lights”             |                               |
| 14 marca                      | The Weeknd                                       | „Blinding Lights”             |                               |
| 21 marca                      | Ninho                                            | „Lettre à une femme”          |                               |
| 28 marca                      | The Weeknd                                       | „Blinding Lights”             |                               |
| 4 kwietnia                    | The Weeknd                                       | „Blinding Lights”             |                               |
| 11 kwietnia                   | The Weeknd                                       | „Blinding Lights”             |                               |
| 18 kwietnia                   | The Weeknd                                       | „Blinding Lights”             |                               |
| 25 kwietnia                   | The Weeknd                                       | „Blinding Lights”             |                               |
| 2 maja                        | Saint Jhn                                        | „Roses (Imanbek Remix)”       |                               |
| 9 maja                        | Saint Jhn                                        | „Roses (Imanbek Remix)”       |                               |
| 16 maja                       | Saint Jhn                                        | „Roses (Imanbek Remix)”       |                               |
| 23 maja                       | Nea                                              | „Some Say”                    |                               |
| 30 maja                       | Nea                                              | „Some Say”                    |                               |
| 6 czerwca                     | Topic, gościnnie: A7S                            | „Breaking Me”                 |                               |
| 13 czerwca                    | Topic, gościnnie: A7S                            | „Breaking Me”                 |                               |
| 20 czerwca                    | Bosh                                             | „Djomb”                       |                               |
| 27 czerwca                    | Bosh                                             | „Djomb”                       |                               |
| 4 lipca                       | Bosh                                             | „Djomb”                       |                               |
| 11 lipca                      | The Weeknd                                       | „In Your Eyes”                |                               |
| 18 lipca                      | The Weeknd                                       | „In Your Eyes”                |                               |
| 25 lipca                      | The Weeknd                                       | „In Your Eyes”                |                               |
| 1 sierpnia                    | The Weeknd                                       | „In Your Eyes”                |                               |
| 8 sierpnia                    | The Weeknd                                       | „In Your Eyes”                |                               |
| 15 sierpnia                   | Black Eyed Peas, Ozuna i J Rey Soul              | „Mamacita”                    |                               |
| 22 sierpnia                   | Master KG, gościnnie: Burna Boy i Nomcebo Zikode | „Jerusalema (Remix)”          |                               |
| 29 sierpnia                   | Master KG, gościnnie: Burna Boy i Nomcebo Zikode | „Jerusalema (Remix)”          |                               |
| 5 września                    | Master KG, gościnnie: Burna Boy i Nomcebo Zikode | „Jerusalema (Remix)”          |                               |
| 12 września                   | Master KG, gościnnie: Burna Boy i Nomcebo Zikode | „Jerusalema (Remix)”          |                               |
| 19 września                   | Master KG, gościnnie: Burna Boy i Nomcebo Zikode | „Jerusalema (Remix)”          |                               |
| 26 września                   | Damso, gościnnie: Hamza                          | „BXL Zoo”                     |                               |
| 3 października                | Master KG, gościnnie: Burna Boy i Nomcebo Zikode | „Jerusalema (Remix)”          |                               |
| 10 października               | Master KG, gościnnie: Burna Boy i Nomcebo Zikode | „Jerusalema (Remix)”          |                               |
| 17 października               | Master KG, gościnnie: Burna Boy i Nomcebo Zikode | „Jerusalema (Remix)”          |                               |
| 24 października               | Master KG, gościnnie: Burna Boy i Nomcebo Zikode | „Jerusalema (Remix)”          |                               |
| 31 października               | Master KG, gościnnie: Burna Boy i Nomcebo Zikode | „Jerusalema (Remix)”          |                               |
| 7 listopada                   | Dua Lipa i Angèle                                | „Fever”                       |                               |
| 14 listopada                  | Dua Lipa i Angèle                                | „Fever”                       |                               |
| 21 listopada                  | Dua Lipa i Angèle                                | „Fever”                       |                               |
| 28 listopada                  | Dua Lipa i Angèle                                | „Fever”                       |                               |
| 5 grudnia                     | Dua Lipa i Angèle                                | „Fever”                       |                               |
| 12 grudnia                    | Dua Lipa i Angèle                                | „Fever”                       |                               |
| 19 grudnia                    | Dua Lipa i Angèle                                | „Fever”                       |                               |
| 26 grudnia                    | Dua Lipa i Angèle                                | „Fever”                       |                               |